# Viktor Kassai
Viktor Kassai (né le 10 septembre 1975 à Tatabánya) est un arbitre hongrois de football. Il est le premier arbitre à avoir utilisé l'arbitrage vidéo en compétition officielle.

## Carrière
Il a officié dans des compétitions majeures : 
- Ligue des champions de l'UEFA, dont la finale 2010-2011 et une demi-finale en 2012-2013
- Euro 2008 (en tant que 4e arbitre)
- Jeux olympiques d'été de 2008, dont la finale
- Coupe du monde de football de 2010
  - Brésil - Corée du Nord (1er tour) le 15 juin 2010
  - Mexique - Uruguay (1er tour) le 22 juin 2010
  - États-Unis - Ghana (1/8e de finale) le 26 juin 2010
  - Allemagne - Espagne (1/2 finale) le 7 juillet 2010
- Euro 2012
  - Espagne - Italie (1er tour) le 10 juin 2012
  - Angleterre - Ukraine (1er tour) le 19 juin 2012.
- Euro 2016
  - France - Roumanie (1er tour) le 10 juin 2016
  - Italie - Suède (1er tour) le 17 juin 2016
  - Allemagne - Italie (Quart de finale) le 2 juillet 2016

Lors de la coupe du monde des clubs de la FIFA 2016 organisée au Japon, il accorde un penalty à l'équipe des Kashima Antlers après avoir utilisé l'assistance vidéo.